# Трофарелло
Трофарелло (итал. Trofarello) — коммуна в Италии, располагается в регионе Пьемонт, в провинции Турин.
Население составляет 11116 человек (2008 г.), плотность населения составляет 902 чел./км². Занимает площадь 12 км². Почтовый индекс — 10028. Телефонный код — 011.
Покровителями коммуны почитаются святые Кирик и Иулитта, празднование 16 августа.

## Демография
Динамика населения:

## Города-побратимы
- Ле-Тей, Франция (1972)
- Раунхайм, Германия (1986)

## Администрация коммуны
- Официальный сайт: http://www.comune.trofarello.to.it/